# Museo d'arte

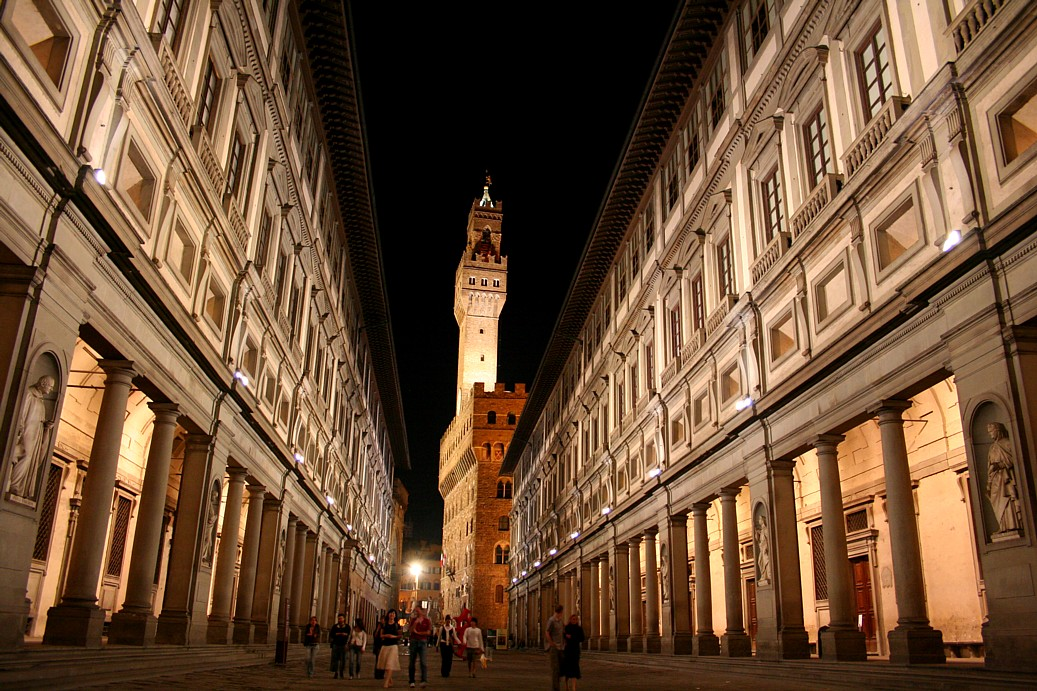
Firenze, Galleria degli Uffizi.

Un museo d'arte è un'istituzione museale pubblica o privata dedicata allo studio, alla conservazione e all'esposizione di opere d'arte di qualsiasi tipo: pittura, scultura, disegno, incisione, arti decorative e altri, nonché, nell'ambito dell'arte moderna, la fotografia, video, installazioni, ecc.
L'origine dei musei è nel collezionismo, dove all'opera d'arte si aggiunge un valore storico o culturale, o di ammirazione o di unicità. Dal XVIII secolo in poi, le collezioni iniziarono ad essere aperte al pubblico e nacquero musei di protezione statale (British Museum, 1759; Uffizi, 1765; Louvre, 1793; Prado, 1819; Altes Museum di Berlino, 1830; National Gallery, 1838; Hermitage, 1849), mentre nascono le accademie, istituzioni che regolano il processo creativo, educativo e formativo dell'arte.
Le quattro componenti principali del museo sono: il contenitore, il contenuto, la pianificazione e il pubblico. Ci sono due discipline legate allo studio dei musei: la museografia studia l'aspetto tecnico e strutturale dei musei (architettura, attrezzature, mezzi di esposizione); e la museologia analizza il museo da una prospettiva storica, sociale e culturale.

## I musei d'arte con più visitatori al mondo[3]
1. Museo del Louvre ( Parigi) - 8 860 000 visitatori (2023)
2. Musei Vaticani ( Città del Vaticano) - 6 764 858 visitatori (2023)
3. British Museum ( Londra) - 5 820 860 visitatori (2023)
4. Metropolitan Museum of Art ( New York) - 5 364 000 visitatori (2023)
5. Tate Modern ( Londra) - 4 742 034 visitatori (2023)
6. Museo nazionale della Corea ( Seul) - 4 180 285 visitatori (2023)
7. Museo d'Orsay ( Parigi) - 3 871 498 visitatori (2023)
8. National Gallery of Art ( Washington) - 3 829 812 visitatori (2023)
9. Museo del Prado ( Madrid) - 3 337 550 visitatori (2023)
10. Ermitage ( San Pietroburgo) - 3 273 753 visitatori (2023)